# 斯蒂佩·普莱蒂科萨
斯蒂佩·普莱蒂科萨（1979年1月8日—），是一名克罗地亚足球运动员，出生于克罗地亚第二大城市斯普利特。
2010年8月31日被外借到英超球會熱刺一個球季。

## 外部連結
- 斯蒂佩·普莱蒂科萨 – FIFA國際賽競賽紀錄 (存檔)
- 斯蒂佩·普莱蒂科萨在National-Football-Teams.com的資料
- Stipe Pletikosa （页面存档备份，存于）